# Wikipedia tiếng Indonesia
Wikipedia tiếng Indonesia là một phiên bản Wikipedia, một bách khoa toàn thư mở.